# Nationalsozialistischer Lehrerbund
Lliga nacionalsocialista de mestres (abreujat NSLB) va ser fundada el 1927 com a part de l'estructura del partit del partit nazi la qual va existir fins al 1943.
El NSLB va ser fundat el 1927 per Hans Schemm (1891-1935), un professor suspès originari d'Alta Francònia i membre del parlament estatal. A l'inici era una esparsa associació de professors nacionalsocialistes sense gaire estructures. La data de fundació del 21 d'abril de 1929 citada per certes fonts, es basa en una correcció a posteriori per poder fer del successor de Schemm, Fritz Wächtler, un membre fundador. El 1929, la NSLB comptava amb dos cents membres, un nombre que va pujar a 11.000 membres el gener de 1933. El 1936 ja els 97% dels mestres d'escola, uns tres cents mil s'hi van afiliar. Des d'aleshores, l'associació era encarregada de l'adoctrinament polític dels mestres i l'afiliació era obligatòria per poder ensenyar.
Volien que la visió del món nacionalsocialista esdevingui el fonament de tota educació i especialment de l'aprenentatge. Per aconseguir això es busca tenir un efecte en el punt de vista polític dels educadors, insistint en el desenvolupament del seu esperit al llarg de les línies nacionalsocialistes. Amb l'organització, per exemple d'excursions a la muntanya, en llocs anomenats Reichsaustauschlager (Campaments de canvi del Reich), van ser percebuts com un ajut per aquest propòsit, on s'adoctrinava als joves pel partit nazi.
Després que els nazis prenguessin el poder el 1933 el partit nazi ha validat el NSLB com l'única organització de mestres del Reich. El juliol de 1935, el NSLB es va fusionar amb l'organització dels professors per formar el Nationalsozialistische Deutsche Dozentenbund (NSDDB) (Lliga de Professors Nacional Socialistes Alemanys Universitaris).
Amb uns 300.000 membres, la majoria dels quals eren dones. La directora del NSLB va ser Auguste Reber-Gruber, una de les quatre dones més influents dintre del partit nazi.